# كاميليا جوردانا
كاميليا جوردانا (مواليد 15 سبتمبر 1992) هي مغنية وممثلة فرنسية- جزائرية، أشتهرت لمشاركتها في النسخة من الفرنسية من بوب آيدول في عام 2009 حيث حلت في المركز الثالث.

## وصلات خارجية
- كاميليا جوردانا على موقع IMDb (الإنجليزية)
- كاميليا جوردانا على موقع ألو سيني (الفرنسية)
- كاميليا جوردانا على موقع ميوزك برينز (الإنجليزية)
- كاميليا جوردانا على موقع أول موفي (الإنجليزية)
- كاميليا جوردانا على موقع أول ميوزيك (الإنجليزية)
- كاميليا جوردانا على موقع ديسكوغز (الإنجليزية)
- كاميليا جوردانا على موقع قاعدة بيانات الفيلم (الإنجليزية)